# Люцернский диалект
Люцернский диалект (нем. Luzernisch, Luzerndeutsch) — диалект немецкого языка, распространённый в швейцарском кантоне Люцерн. Относится к переходной области между западной и восточной группами верхнеалеманнского диалекта.